# Áo lót dây

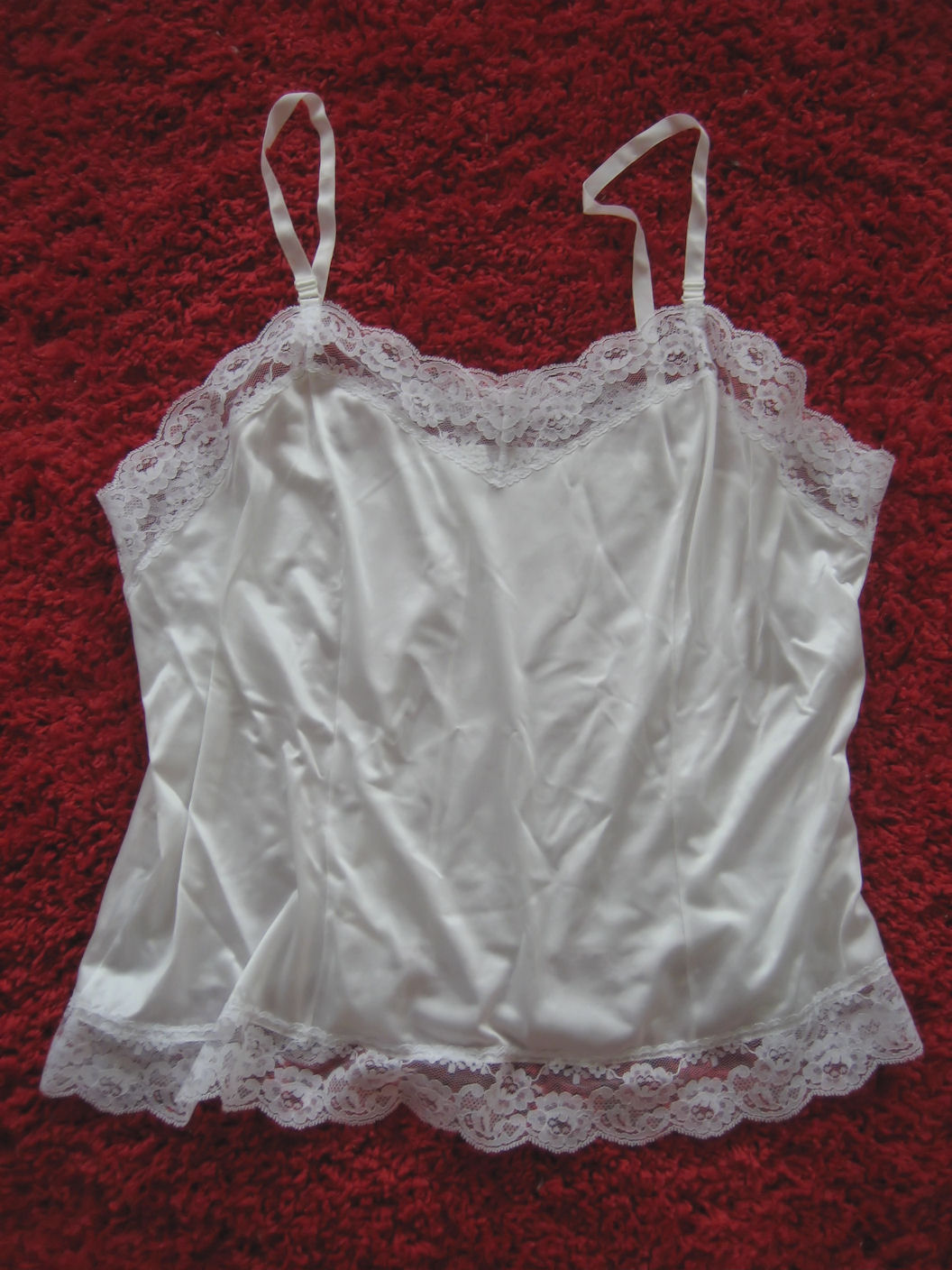
Một áo dây camisole kiểu hiện đại

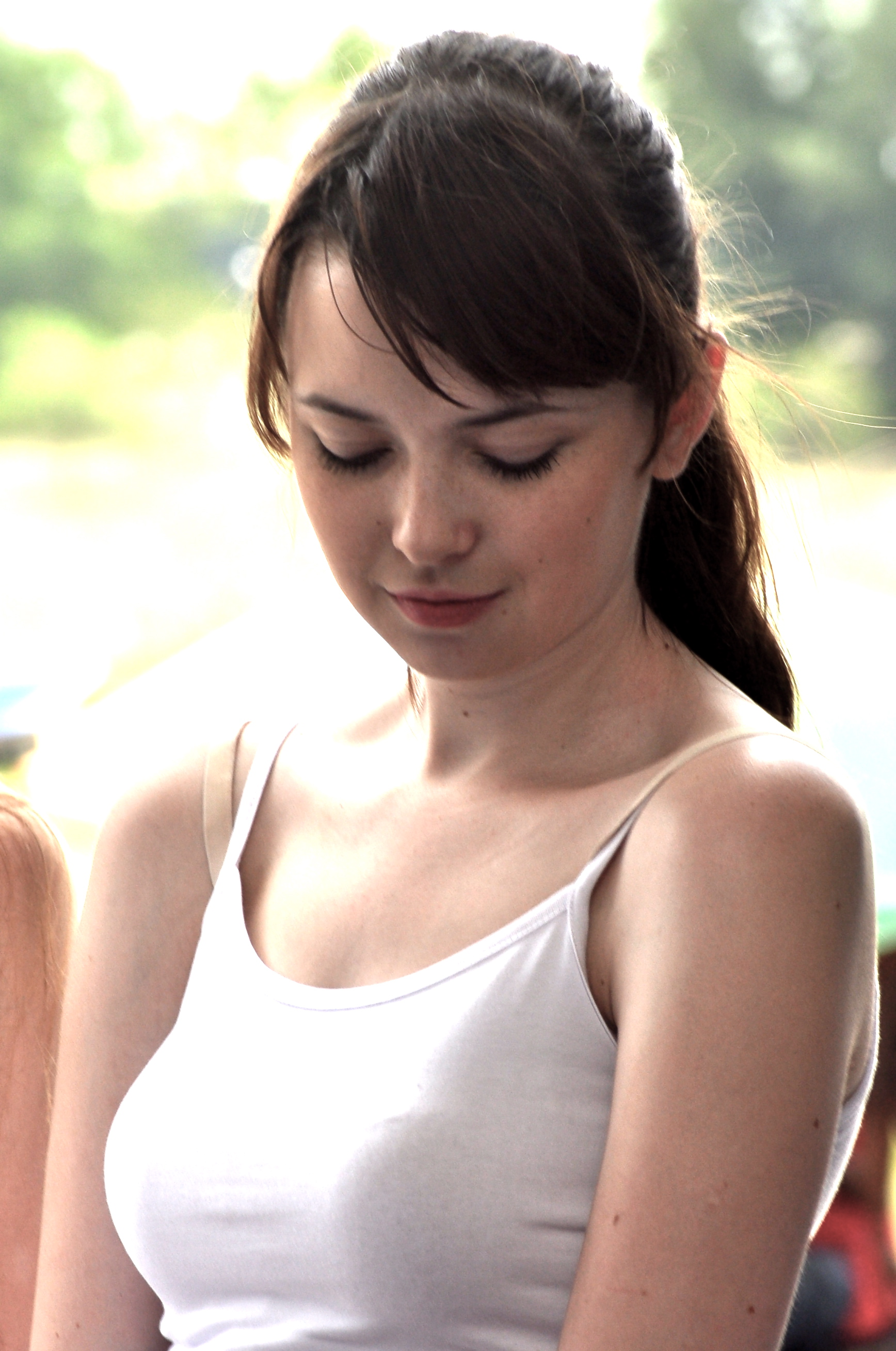
Một cô gái trong áo lót dây camisole màu trắng. Elastan khiến áo lót dây vừa vặn hơn (những năm 2000 và 2010).

Áo lót dây, hay áo lót camisole là loại áo lót không cánh tay dành cho phụ nữ, áo kéo dài đến thắt lưng. Áo này thường được làm bằng chất liệu nhẹ như lụa, satanh, ni lông hoặc cotton. Áo không che phủ phần trên cơ thể, thường gồm kiểu kéo dài xuống đến thắt lưng, bao phủ toàn vùng hông nhưng đôi khi cắt ngắn để lộ phần eo. Loại áo không có dây, nhưng đến năm 1989 được may kèm dây buộc, trong cách ăn mặc hiện đại đôi khi thay thế áo ngực. Chúng được ưa chuộng bởi co giãn, nhẹ và mịn tạo nên sự thoải mái.